# Mže
La Mže (en allemand : Mies) est une rivière allemande puis tchèque qui prend sa source dans la forêt de Griesbach, dans la commune de Mähring, en Bavière. Elle forme la frontière entre les deux pays sur une distance de 3 km et pénètre ensuite en territoire tchèque. Elle arrose alors les villes de Tachov et Stříbro.
Lors de sa confluence avec la Radbuza, elle forme la Berounka à Pilsen.